# Le temps se gâte à Zakopane
Le temps se gâte à Zakopane est un roman d'espionnage humoristique français de Charles Exbrayat publié en 1962.

## Résumé
À Zakopane, Aloïs Werner, un Suisse aussi niais que fortuné, tombe amoureux fou de la belle Hildegarde von Löwenberg qui lui rappelle sa chère Elzbieta trop tôt disparue. Or, même la belle s'intéresse à un autre prétendant, cela ne semble guère émouvoir Aloïs, puisque son rôle de joli cœur lui sert avant tout de passeport pour s'introduire dans un réseau d'agents doubles au service des Soviétiques.  
Aloïs est en réalité un espion anglais qui a pour mission de déstabiliser l'organisation ennemie, ce qui se révèle plus difficile que prévu, d'autant que Werner est peut-être vraiment aussi niais que son rôle veut le laisser croire.

## Particularités du roman
Un des premiers romans d'espionnage de Charles Exbrayat appartenant à sa veine humoristique.

## Éditions
- Librairie des Champs-Élysées, coll. « Le Masque. Espionnage », 2e série, no 11, 1962 (BNF 33001224) ;
- Librairie des Champs-Élysées, coll. « Club des Masques » no 92, 1976  (ISBN 2-7024-0108-2) ;
- Librairie des Champs-Élysées, coll. « Le Masque » no 1837, 1986  (ISBN 2-7024-1706-X) ; réimpression en 1989  (ISBN 2-7024-1976-3).

## Source
- Jacques Baudou et Jean-Jacques Schleret, Le Vrai Visage du Masque, vol. 1, Paris, Futuropolis, 1984, 476 p. (OCLC 311506692), p. 181